# شیگوروئی
شیگوروئی (به ژاپنی: シグルイ Shigurui) یا دیوانگی مرگ یک مجموعه مانگا ژاپنی که توسط تاکایوکی یاماگوچی نوشته و طراحی شده‌است. این مجموعه اقتباسی از فصل اول رمان «سوروگاجو گوزن جیای» به قلم نُریو نانجو است. مجموعه به خاطر استفاده واقع‌گرایانه از خشونت و برهنگی و همچنین پایانی غیرمنتظره شهرت دارد. بر اساس نسخه مانگا، یک مجموعه تلویزیونی انیمه ۱۲ قسمتی نیز به کارگردانی هیروشی هاماساکی، توسط استودیو مدهاوس تهیه شد که از ژوئیه تا اکتبر ۲۰۰۷ در شبکهٔ وائووائو پخش گردید.

## داستان
داستان مجموعه در اوایل دوره ادو و استان شیزوئوکا روایت می‌شود، زمانی که مردم از صلح و آرامش در زندگی لذت می‌بردند، فرمانروای وقت، توکوگاوا تاداناگا مسابقات مبارزه‌ای برگزار کرد. در گذشته مسابقات توسط شمشیرهای چوبی انجام می‌گرفت، اما اینبار از شمشیرهای واقعی استفاده خواهد شد. داستان حول محور اولین نبرد مسابقه بین شمشیرزنی یک دست، با نام فوجیکی گنوسکه و سامورایی نابینا با نام ایراکو سیگن انجام می‌شود. هر دوی آن‌ها شاگردان ایواموتو کوگان بودند، کسی که به عنوان بهترین شمشیرزن ژاپن شناخته می‌شد. هر یک از آن‌ها مصمم است تا خود را به عنوان جانشین باشگاه «ایواموتو» اثبات کند. با این حال تنها یک قهرمان وجود خواهد داشت؛ بنابراین داستان درهم پیچیده تقدیر، نزاع و سرنوشتی عجیب آغاز می‌شود.